# فرودگاه منطقه‌ای دیکینسن تئودور روزولت
فرودگاه منطقه‌ای دیکینسن تئودور روزولت (به انگلیسی: Dickinson Theodore Roosevelt Regional Airport) یک فرودگاه همگانی بهره‌برداری هوایی با کد یاتا DIK است که یک باند فرود آسفالت دارد و طول باند آن ۱۹۵۱ متر است. این فرودگاه در کشور ایالات متحده آمریکا قرار دارد و در ارتفاع ۷۹۰ متری از سطح دریا واقع شده‌است.